# بيتر جرين (ممثل)
بيتر جرين (بالإنجليزية: Peter Greene)‏ (8 أكتوبر 1965، الولايات المتحدة - )؛ هو ممثل أمريكي.

## أعمال

### أفلام
- (1994) القناع[2]
- (1994) حلاقة نظيفة
- (1994) خيال رخيص[3][4]
- (1995) المشتبه بهم المعتادون[5]
- (1999) بلو ستريك[6]
- (2001) يوم التدريب[7]
- (2010) صائد الجوائز[8]

### مسلسلات
- هاواي فايف أو

## وصلات خارجية
- بيتر جرين على موقع IMDb (الإنجليزية)
- بيتر جرين على موقع ألو سيني (الفرنسية)
- بيتر جرين على موقع ميوزك برينز (الإنجليزية)
- بيتر جرين على موقع أول موفي (الإنجليزية)
- بيتر جرين على موقع قاعدة بيانات الأفلام السويدية (السويدية)
- بيتر جرين على موقع إن إن دي بي (الإنجليزية)
- بيتر جرين على موقع ديسكوغز (الإنجليزية)
- بيتر جرين على موقع قاعدة بيانات الفيلم (الإنجليزية)
- بيتر جرين على موقع كينوبويسك (الروسية)